# Saint-Priest-en-Murat
Pour les articles homonymes, voir Saint-Priest (homonymie) et Murat.
Saint-Priest-en-Murat est une commune française, située dans le département de l'Allier en région Auvergne-Rhône-Alpes.

## Géographie
Saint-Priest-en-Murat est un village rural situé à l'ouest des terres bourbonnaises, en limite des derniers contreforts des Combrailles.
Il se trouve à 23 km à l'est de Montluçon, à 40 km au sud-ouest de Moulins et 48 km au nord-ouest de Vichy et est traversé par l'autoroute A71 dont l'accès le plus proche est la sortie no 11  Montmarault.
La commune comprend plusieurs hameaux et écarts : Virlobier, Lavas, Chaumont, les Laurinats, Chiret, Rongère, Villepèze.
Le territoire est drainé par le Reuillon et par plusieurs ruisseaux qui s'y jettent.
Une partie du territoire communal est concernée par la zone naturelle d'intérêt écologique, faunistique et floristique (ZNIEFF)  de type 1 Le Reuillon au moulin de Coutet.

### Climat
Pour des articles plus généraux, voir Climat d'Auvergne-Rhône-Alpes et Climat de l'Allier.
En 2010, le climat de la commune est de type climat océanique dégradé des plaines du Centre et du Nord, selon une étude du CNRS s'appuyant sur une série de données couvrant la période 1971-2000. En 2020, Météo-France publie une typologie des climats de la France métropolitaine dans laquelle la commune est dans une zone de transition entre le climat océanique altéré et le climat de montagne ou de marges de montagne et est dans la région climatique Ouest et nord-ouest du Massif Central, caractérisée par une pluviométrie annuelle de 900 à 1 500 mm, maximale en automne et en hiver.
Pour la période 1971-2000, la température annuelle moyenne est de 10,4 °C, avec une amplitude thermique annuelle de 15,7 °C. Le cumul annuel moyen de précipitations est de 825 mm, avec 11,3 jours de précipitations en janvier et 7,5 jours en juillet. Pour la période 1991-2020, la température moyenne annuelle observée sur la station météorologique de Météo-France la plus proche, sur la commune de Montmarault à 5 km à vol d'oiseau, est de 11,2 °C et le cumul annuel moyen de précipitations est de 811,6 mm,. Pour l'avenir, les paramètres climatiques de la commune estimés pour 2050 selon différents scénarios d'émission de gaz à effet de serre sont consultables sur un site dédié publié par Météo-France en novembre 2022.

## Urbanisme

### Typologie
Au 1er janvier 2024, Saint-Priest-en-Murat est catégorisée commune rurale à habitat très dispersé, selon la nouvelle grille communale de densité à 7 niveaux définie par l'Insee en 2022.
Elle est située hors unité urbaine et hors attraction des villes,.

### Occupation des sols

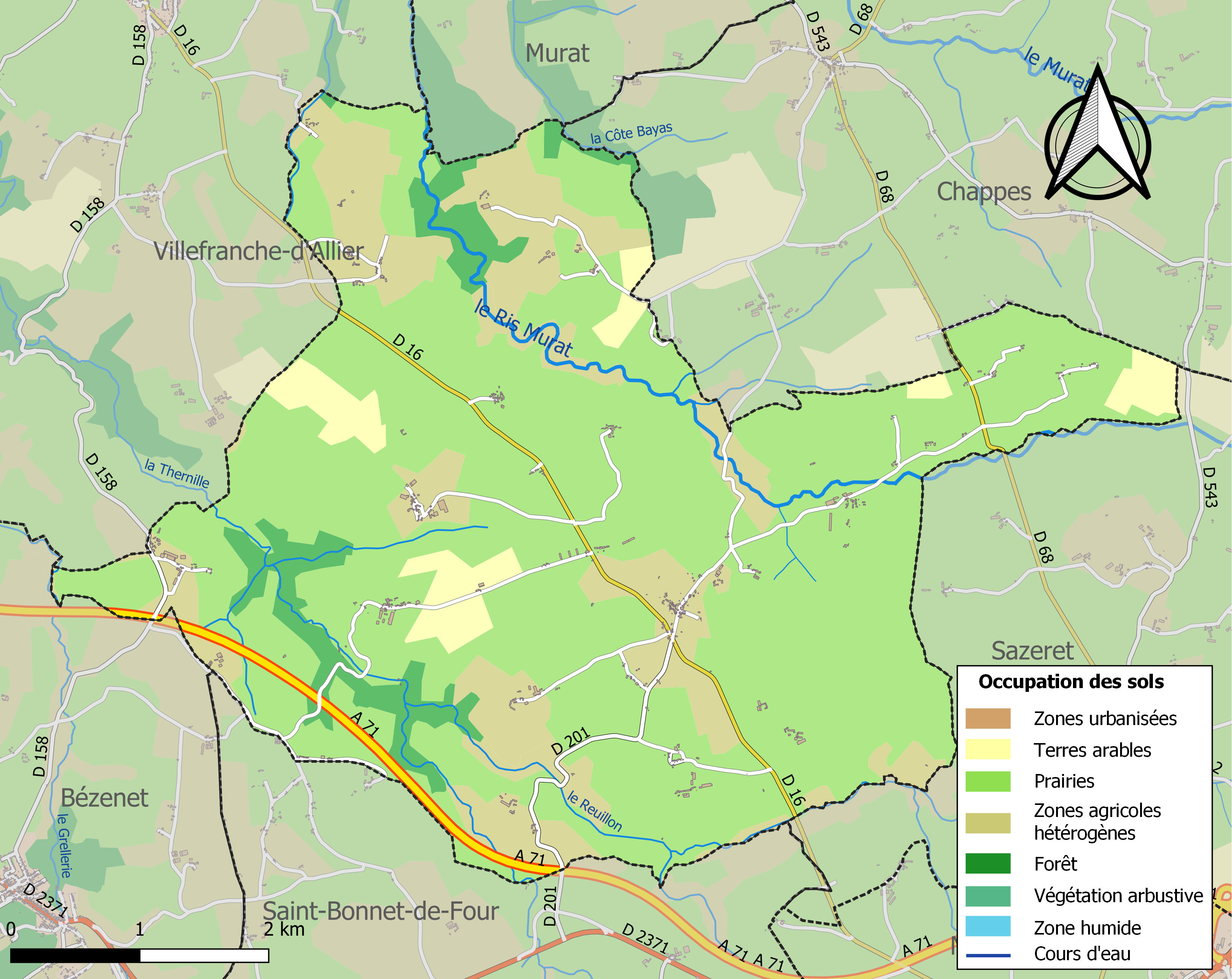
Carte des infrastructures et de l'occupation des sols de la commune en 2018 (CLC).

L'occupation des sols de la commune, telle qu'elle ressort de la base de données européenne d’occupation biophysique des sols Corine Land Cover (CLC), est marquée par l'importance des territoires agricoles (94,7 % en 2018), une proportion identique à celle de 1990 (94,7 %). La répartition détaillée en 2018 est la suivante : 
prairies (71,6 %), zones agricoles hétérogènes (18,5 %), forêts (5,3 %), terres arables (4,6 %).
L'IGN met par ailleurs à disposition un outil en ligne permettant de comparer l’évolution dans le temps de l’occupation des sols de la commune (ou de territoires à des échelles différentes). Plusieurs époques sont accessibles sous forme de cartes ou photos aériennes : la carte de Cassini (XVIIIe siècle), la carte d'état-major (1820-1866) et la période actuelle (1950 à aujourd'hui).

## Toponymie
Attestée sous la forme Sanctus Prejectus en 1422.

## Histoire

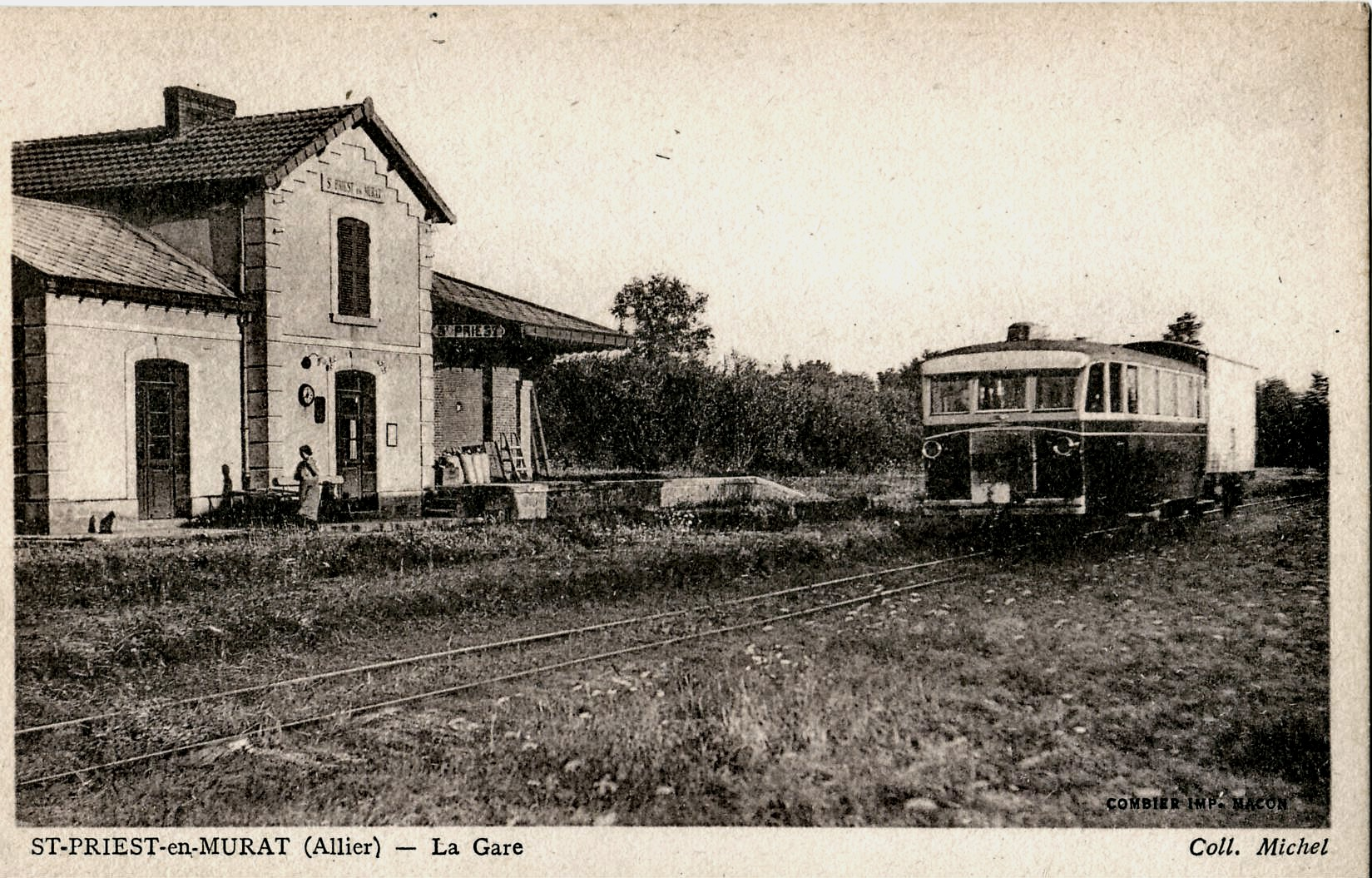
Gare de Saint-Priest-en-Murat. Carte postale du début du XXe siècle.

### Période moderne
La commune, instituée par la Révolution française, résulte de la fusion de trois anciennes paroisses : Rongères, Chaumont et Saint Prejet
Le village a été desservi par la ligne de chemin de fer secondaire de Sancoins à Lapeyrouse du Réseau départemental de l'Allier de 1892 à 1949.

## Politique et administration

### Rattachements administratifs et électoraux
Rattachements administratifs
La commune se trouve depuis 1926 dans l'arrondissement de Montlucon du département de l'Allier.
Elle faisait partie depuis 1793 du canton de Montmarault. Dans le cadre du redécoupage cantonal de 2014 en France, cette circonscription administrative territoriale a disparu, et le canton n'est plus qu'une circonscription électorale.
Rattachements électoraux
Pour les élections départementales, la commune fait partie depuis 2014 du canton de Commentry
Pour l'élection des députés, elle fait partie de la deuxième circonscription de l'Allier.

### Intercommunalité
Saint-Priest-en-Murat était membre de la communauté de communes de la Région de Montmarault, un établissement public de coopération intercommunale (EPCI) à fiscalité propre créé fin 2000 et auquel la commune avait transféré un certain nombre de ses compétences, dans les conditions déterminées par le code général des collectivités territoriales.
Dans le cadre des dispositions de la loi portant nouvelle organisation territoriale de la République (Loi NOTRe), promulguée le 7 août 2015, redéfinit les compétences attribuées à chaque échelon territorial,  qui prévoit que les établissements publics de coopération intercommunale (EPCI) à fiscalité propre doivent avoir un minimum de 15 000 habitants, cette intercommunalité a fusionné avec la communauté de communes de Commentry - Néris-les-Bains, pour former, le 1er juillet 2017 la communauté de communes dénommée Commentry Montmarault Néris Communauté, et dont la commune est désormais membre.

### Liste des maires
| Période                                  | Période                      | Identité       | Étiquette | Qualité                                                |
| ---------------------------------------- | ---------------------------- | -------------- | --------- | ------------------------------------------------------ |
| Les données manquantes sont à compléter. |                              |                |           |                                                        |
| mars 2001                                | avril 2014                   | Michel Meritet |           |                                                        |
| avril 2014                               | En cours (au 8 juillet 2020) | Luc Perrin     |           | Technicien territorial Réélu pour le mandat 2020-2026, |

## Population et société

### Démographie
L'évolution du nombre d'habitants est connue à travers les recensements de la population effectués dans la commune depuis 1793. Pour les communes de moins de 10 000 habitants, une enquête de recensement portant sur toute la population est réalisée tous les cinq ans, les populations de référence des années intermédiaires étant quant à elles estimées par interpolation ou extrapolation. Pour la commune, le premier recensement exhaustif entrant dans le cadre du nouveau dispositif a été réalisé en 2005.

En 2022, la commune comptait 213 habitants, en évolution de −4,05 % par rapport à 2016 (Allier : −1,38 %, France hors Mayotte : +2,11 %).
| 1793 | 1800 | 1806 | 1821 | 1831 | 1836  | 1841 | 1846 | 1851 |
| ---- | ---- | ---- | ---- | ---- | ----- | ---- | ---- | ---- |
| 819  | 612  | 694  | 797  | 315  | 1 024 | 950  | 968  | 900  |

| 1856 | 1861 | 1866 | 1872 | 1876 | 1881 | 1886 | 1891 | 1896 |
| ---- | ---- | ---- | ---- | ---- | ---- | ---- | ---- | ---- |
| 874  | 877  | 827  | 853  | 866  | 857  | 874  | 899  | 818  |

| 1901 | 1906 | 1911 | 1921 | 1926 | 1931 | 1936 | 1946 | 1954 |
| ---- | ---- | ---- | ---- | ---- | ---- | ---- | ---- | ---- |
| 821  | 799  | 758  | 611  | 649  | 634  | 571  | 514  | 501  |

| 1962 | 1968 | 1975 | 1982 | 1990 | 1999 | 2005 | 2006 | 2010 |
| ---- | ---- | ---- | ---- | ---- | ---- | ---- | ---- | ---- |
| 457  | 413  | 321  | 268  | 243  | 231  | 252  | 255  | 222  |

| 2015 | 2020 | 2022 | - | - | - | - | - | - |
| ---- | ---- | ---- | - | - | - | - | - | - |
| 221  | 209  | 213  | - | - | - | - | - | - |

### Équipements
La commune s'est dotée d'une nouvelle mairie, inaugurée en septembre 2018.

## Culture locale et patrimoine

### Lieux et monuments

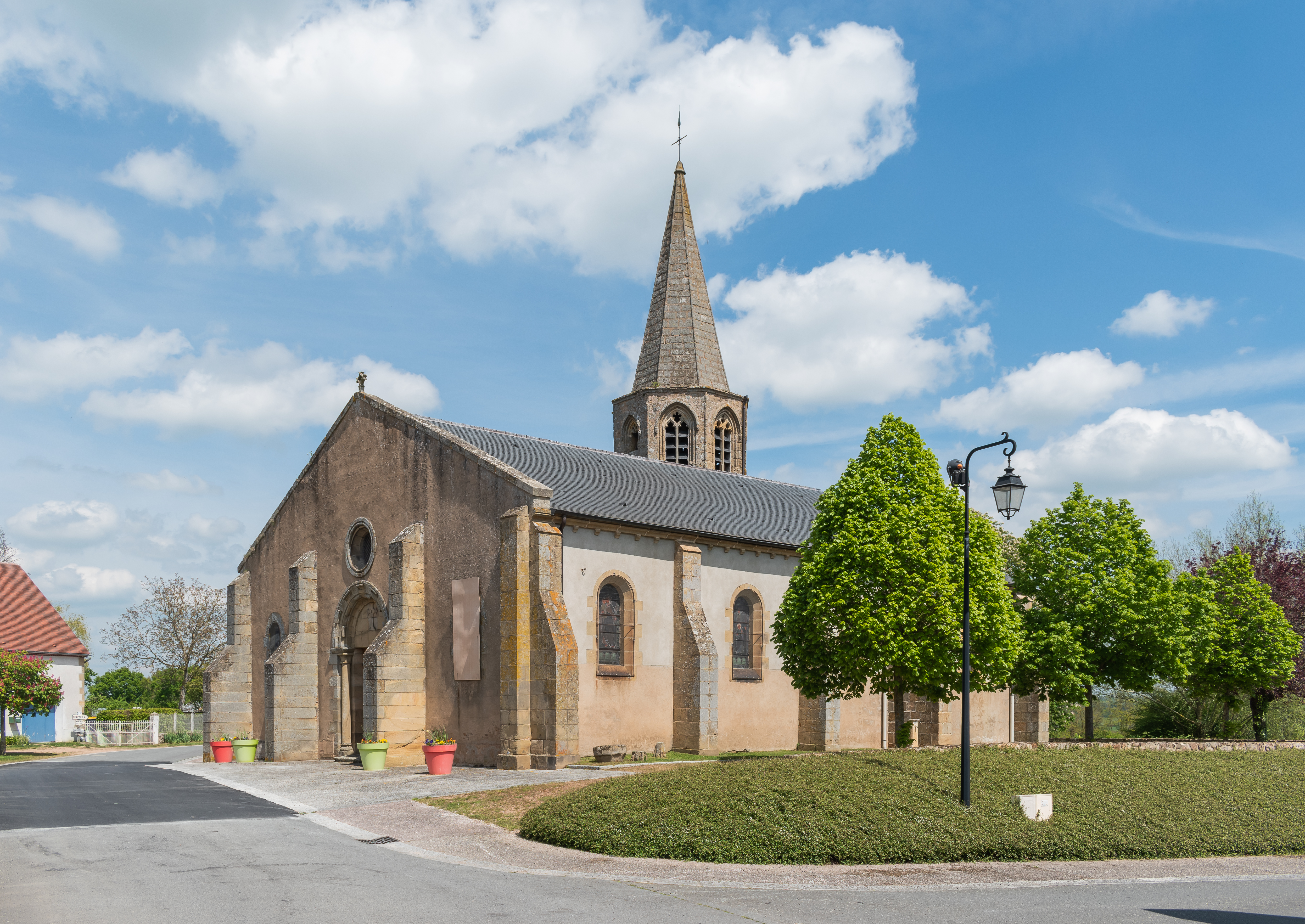
L'église Saint-Priest de Saint-Priest-en-Murat.

- Église Saint-Priest du XIIe, XIVe et XVe siècles ; elle fait l’objet d’une inscription au titre des monuments historiques depuis le 26 novembre 1968[23].
- Demeure du XVIe et XVIIe siècles.
- Château de Virlobier[24]

### Personnalités liées à la commune
- Hubertine Auclert (1848-1914), militante féministe née dans la commune, qui a combattu pour le droit de vote des femmes. La place du village porte son nom depuis 2018[25]
- André Chemel (1901-1947), producteur, réalisateur et scénariste né à Saint-Priest.